# Søs Kjeldsen
Søs Kjeldsen (født 1956 i Ringkøbing) er en dansk journalist  og studievært ved TV 2/Østjylland.
Kjeldsen blev uddannet fra Danmarks Journalisthøjskole i 1981. Hun var frem til 1987 informationsmedarbejder ved Muskelsvindfonden og senere ansat i informationsafdelingen i Jydsk Telefon. Hun kom i 1988 til DR Provinsafdelingen i Århus som reporter på programmet Landet Rundt. I 1990 blev hun ansat på den nyetablerede regionalstation TV 2/Østjylland, hvor hun har været siden. 